# Matěj Pulkrab
Matěj Pulkrab, né le 23 mai 1997 à Prague en Tchéquie, est un footballeur tchèque qui évolue au poste d'avant-centre au FK Mladá Boleslav.

## Biographie

### Carrière en club

#### Débuts au Sparta Prague
Natif de Prague, Matej Pulkrab est formé au Sparta Prague, où il évolue dans les différentes catégories de jeunes.

#### Prêté 6 mois au Slovan Liberec
Le 13 janvier 2016, durant le mercato hivernal, il est prêté pour six mois par son club formateur au Slovan Liberec, dans une transaction comprenant un échange avec Josef Šural qui fait le chemin inverse. Il joue son premier match le 12 mars 2016, en entrant en jeu en fin de match sur la pelouse du 1. FK Příbram, son équipe s'impose 0-1. Il inscrit ses deux premières réalisations lors d'un match riche en buts le 11 mai 2016, puisque le Slovan Liberec s'impose à domicile sur le score de 4-3 contre le FC Zlin. Au total, il n'aura joué que sept matchs, mais aura réussit à inscrire tout de même quatre buts lors de ce court passage en prêt.

#### Retour au Sparta Prague
Pour la saison 2016-2017, il est de retour au Sparta Prague, où il a enfin sa chance de jouer en équipe première. Il fait ses débuts le 18 août 2016, lors d'un match de qualification de Ligue Europa contre le club danois de SønderjyskE, match qui s'achève sur un score nul et vierge. Trois jours plus tard, il marque son premier but contre le FK Jablonec, pour son premier match de championnat avec le Sparta, où lui et ses coéquipiers s'imposent 3-0. Cette saison là, il inscrit sept buts en 24 matchs, toutes compétitions confondues.

#### Prêté de nouveau au Slovan Liberec
Le 3 juillet 2017, il est de nouveau prêté au Slovan Liberec, pour la saison 2017/2018. Il débute le 30 juillet 2017 en championnat contre le FC Zlin, et marque le but de la victoire pour son équipe, qui l'emporte 1-0. Ce prêt est l'occasion pour lui de faire sa première saison pleine dans l'élite du football tchèque, où il s'illustre en inscrivant 14 buts en 29 matchs toutes compétitions confondues.

#### De nouveau Sparta Prague
Après sa bonne saison au Slovan Liberec, il semble enfin promis à une place importante dans l'équipe première.

### SV Sandhausen
Matěj Pulkrab rejoint l'Allemagne et le SV Sandhausen lors de l'été 2022. Son contrat prenant fin en juin, il signe librement avec le club de deuxième division dès le 31 mai,.
Pulkrab joue son premier match pour le SV Sandhausen le 16 juillet 2022, lors de la première journée de la saison 2022-2023 de deuxième division allemande, contre le DSC Arminia Bielefeld. Il est titularisé et son équipe s'impose par deux buts à un.

### FK Mladá Boleslav
En fin de contrat avec le SV Sandhausen, Matěj Pulkrab s'engage librement avec le FK Mladá Boleslav le 30 juin 2023. Il signe un contrat de deux ans, soit jusqu'en juin 2025.

### En sélection
Avec les moins de 17 ans, il inscrit un triplé contre Israël lors d'un match amical en octobre 2013.
Avec les moins de 19 ans, il inscrit trois buts, contre l'Arménie, la Roumanie et l'Autriche.
Avec les moins de 20 ans, il inscrit à nouveau trois buts, contre le Mexique U23, le Portugal et la Suisse.
Pulkrab fait ses débuts avec l'équipe de Tchéquie espoirs le 7 octobre 2016, contre la Moldavie. Il entre en jeu à la place de Lukáš Juliš, les Tchèques s'imposent 4 buts à 1. Il marque son premier but contre l'équipe d'Autriche espoirs le 31 mai 2018, contribuant à la victoire des Tchèques sur le score de 0-3.